# Anton Luger
Anton Luger (* 8. Februar 1863 in Kilb; † 24. Juli 1946) war ein österreichischer Politiker (Deutsche Vereinigung/CS) und Landwirt. Er war von 1919 bis 1921 Abgeordneter zum Landtag von Niederösterreich.
Nach der Volksschule arbeitete Luger zunächst als Knecht und danach als Zimmerer. Er leistete zwischen 1883 und 1886 den Militärdienst ab und kaufte 1889 eine Landwirtschaft in Hörsdorf, die er in der Folge bewirtschaftete. Er wurde zudem Obmann der Molkerei und der Weidegenossenschaft Mank. Lokalpolitisch engagierte er sich zwischen 1912 und 1938 als Bürgermeister von Mank, zudem wirkte er als Obmann der Bezirksbauernkammer Mank, Kammerrat und Vizepräsident der niederösterreichischen Landes-Landwirtschaftskammer. Er schloss sich 1919 bei der Gründungsversammlung dem „Deutschen Bauernbund für Niederösterreich“ an und vertrat die „Deutsche Vereinigung“ zwischen dem 20. Mai 1919 und dem 11. Mai 1921 im Niederösterreichischen Landtag, wobei er ab dem 10. November 1920 im Zuge der Loslösung Wiens von Niederösterreich der Kurie Niederösterreich Land angehörte. Später wechselte Luger zur Christlichsozialen Partei und wurde deshalb 1938 als Bürgermeister von Mank abgesetzt. Nach dem Zweiten Weltkrieg war er 1945 erneut Bürgermeister.
Der Anton Luger-Platz ⊙ in Mank trägt seinen Namen.